# Johannes Vogt
Johannes Vogt (ur. 14 listopada 1872 w Poczdamie, zm. 8 grudnia 1950 w Berlin-Zehlendorf) – niemiecki prawnik, urzędnik ministerialny i kolejowy.
Po studiach prawniczych został aplikantem... (1894), a następnie asesorem sądowym (1899). W 1900 dołączył do zarządu Pruskich Kolei Państwowych (Preußischen Staatseisenbahnen). Po mianowaniu go asesorem rządowym w 1901, był członkiem zarządów kilku dyrekcji kolejowych (1904–1919). W 1919 otrzymał tytuł wyższego radcy rządowego (Oberregierungsrat). Następnie przez pewien czas był podsekretarzem stanu ds. Kolei w pruskim Ministerstwie Pracy (Preußischen Arbeitsministerium) (1919–1920), prezesem Dyrekcji Kolejowej we Wrocławiu (Eisenbahndirektion Breslau) (1920–1923), sekretarzem stanu w Ministerstwie Transportu Rzeszy (Reichsverkehrsministerium) (1923–1924), szefem wydziału transportu i taryf oraz członkiem zarządu Niemieckich Kolei Rzeszy (Deutsche Reichsbahn) (1924–1935). Następnie przeszedł na emeryturę. Był członkiem NSDAP (1937–).